# 洋蔥
洋蔥（学名：Allium cepa），又称圆葱、葱頭、洋蒜，新疆地区又稱皮芽子，是一種常見的石蒜科蔥屬植物。
洋葱在全世界广泛栽培，主要用途为食用，既可生食也可烹熟后食用，还可腌渍或制成调味品，多搭配咸味菜肴。生洋葱气味较为辛辣刺鼻，可能会刺激眼睛。
与洋葱同属的常见近缘物种包括大蒜、韭菜、葱、藠头等。红葱头属于洋葱的一个栽培型。

## 形态
两年生或多年生草本。根弦线状。叶中空，浓绿色圆筒形中空，表面有蜡质；叶鞘肥厚呈鳞片状，密集于短缩茎的周围，形成鳞茎（俗称葱头），鳞叶呈白、黄或紫色，最外层一般干质、薄脆；伞状花序，白色小花；果实类型为蒴果。

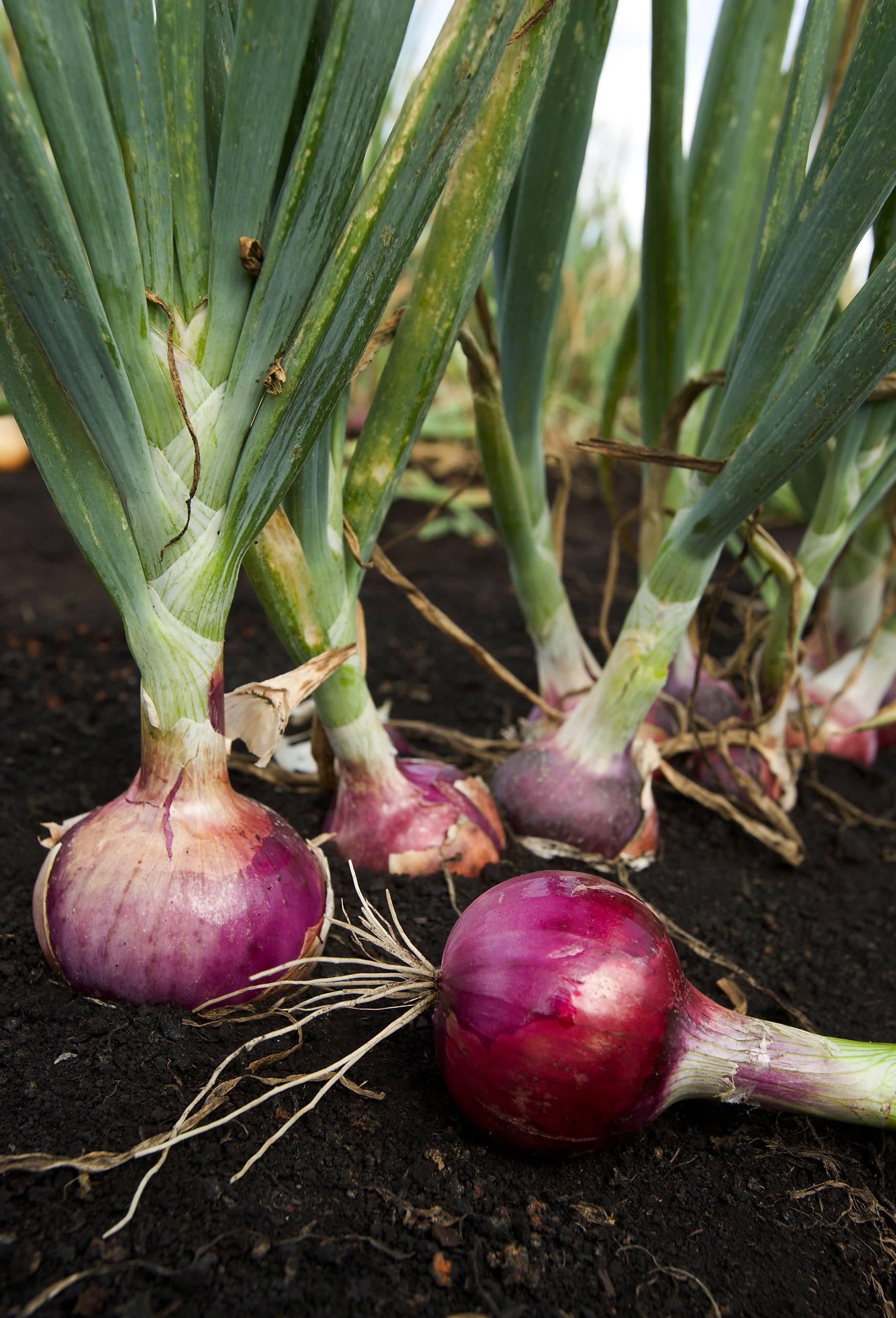
洋葱的根、鳞茎和叶
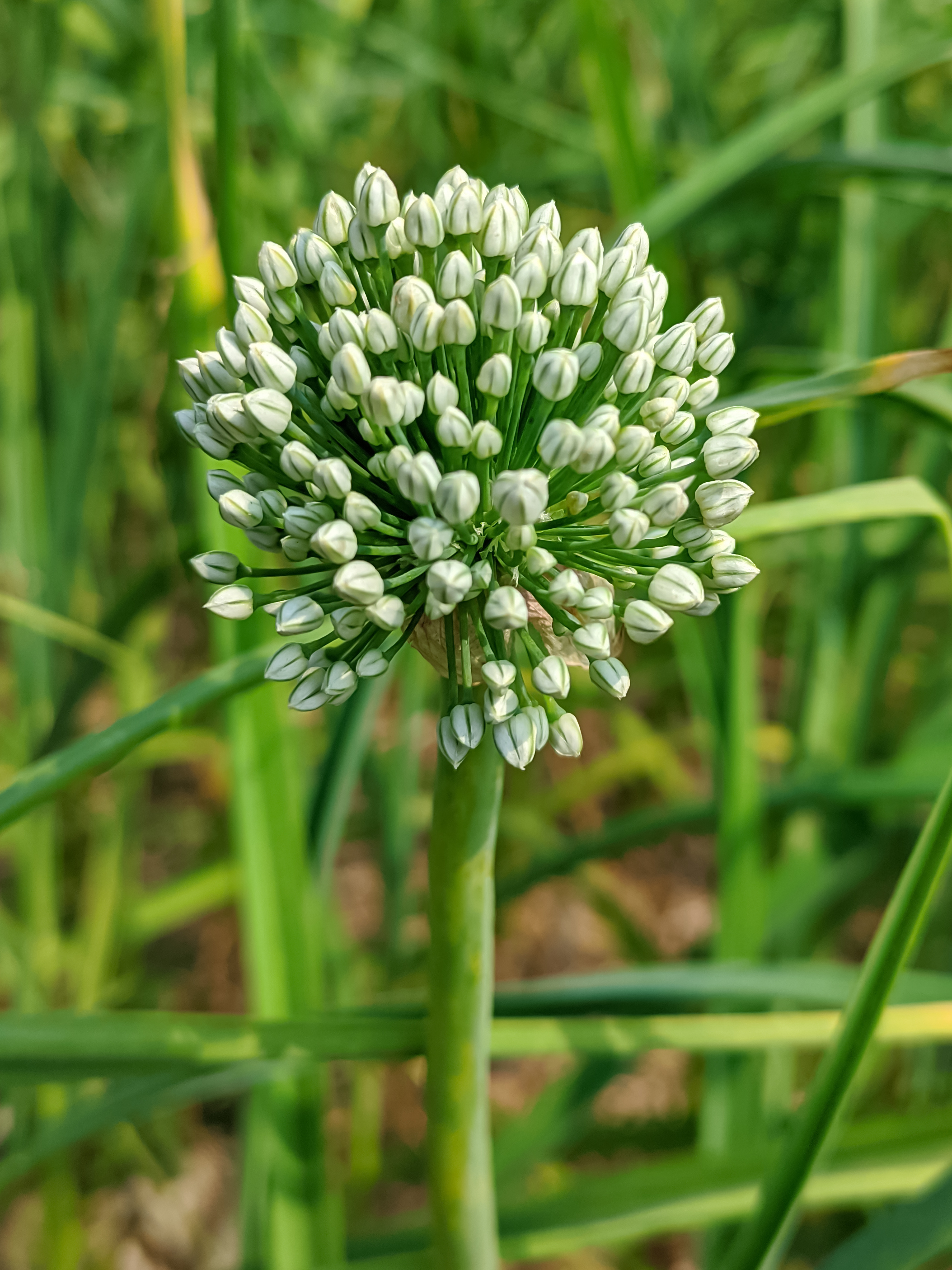
洋葱的花苞，呈伞状花序排列
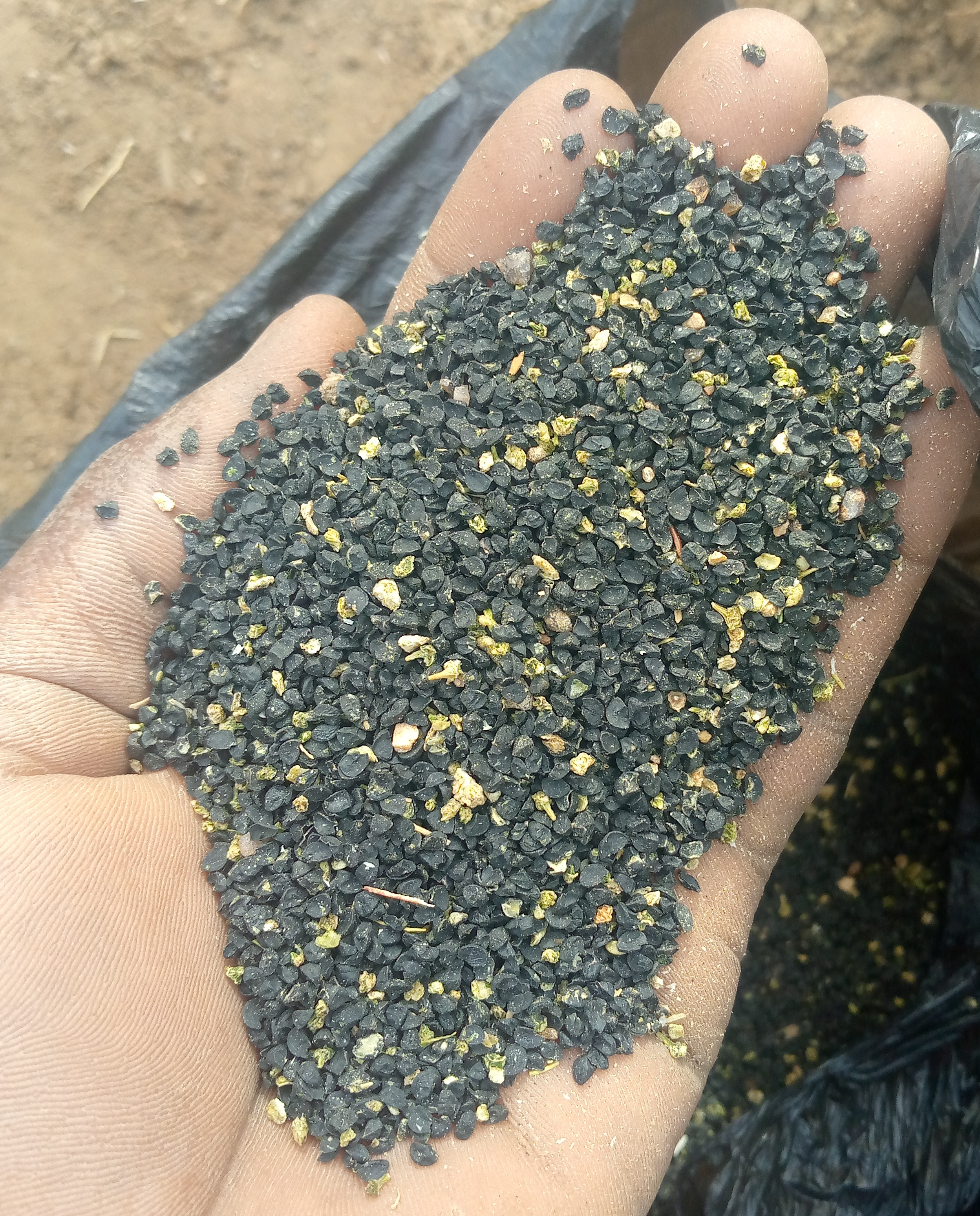
洋葱种子

## 歷史
古籍中從西亞到東亞都有發現洋蔥的記載，但其精確原產地還未能確定，有波斯、印度斯坦西部及中亞等版本:1。其為人類馴化後自內亞地區分別往東西雙向傳播。西線方面，公元前一千年的古埃及石刻中就有收穫洋蔥的繪畫，並由古埃及人傳到地中海沿岸、其後以至歐洲其他地區；東線方面，西漢年間西域已經有種植洋蔥的記錄，張騫通西域後帶回中原的眾多物產中即包括洋蔥。
洋蔥於大航海時代期間開始從歐洲傳往世界各地。16世紀經由哥倫布大交換自歐洲傳入美洲。17世紀末經南蠻貿易到日本；據《嶺南雜記》記載18世紀初由葡萄牙人引入澳門，並傳至廣東一帶廣泛栽種。
臺灣的洋蔥可能在明末由西班牙人和荷蘭人引入但未曾推廣，日治時期曾試種洋蔥，但未能成功。根據臺灣屏東縣車城鄉公所的資料，1912年一位在淡水任教的日本小學老師，首次把洋蔥由日本引進臺灣。臺灣總督府農業試驗所自1918年起，在臺灣各地試驗栽植洋蔥，但是成效不佳。
二戰結束台灣脫離日本殖民統治後，臺灣省農業試驗所在省農林廳和農復會的贊助下，繼續引進各品種洋蔥，在臺灣各地試種。在臺灣南部雲林縣、嘉義縣、臺南市、屏東縣一帶種植成功，現在屏東的恆春、楓港、車城等地成為臺灣最大洋蔥產地。

## 用途
洋蔥的主要食用部位是鱗葉，主要作調味用。洋蔥含有大蒜素，有很強烈的刺激味道。切洋蔥時，這種味道會刺激人的眼睛和鼻子，使之流淚。虽然生的时候味道辛辣，但是烹饪之后不会太刺激，且相反會帶來甜味。煮得越熟的洋蔥，甜度越高，這是因為洋蔥中的碳水分合物每100克有9克，相對比其他蔬菜高，而且含水量高，有利在高溫翻炒時，循序漸進地進行梅納反應，當炒至如法式洋蔥湯般黃褐色時，甜度會達至最高。熟練的廚師可以透過控制洋蔥的生熟程度，來決定洋蔥在菜式中帶來的效果。洋蔥有淨化血液的功效，其中的二烯丙基二硫是刺鼻氣味的主要成分，能夠預防血液凝固、有效清血，並降低血液中的膽固醇。
其中，辛辣味轻的白色和黄色洋葱适合生吃，而辛辣味重的紫洋葱适合作为调味料来进行烹饪。

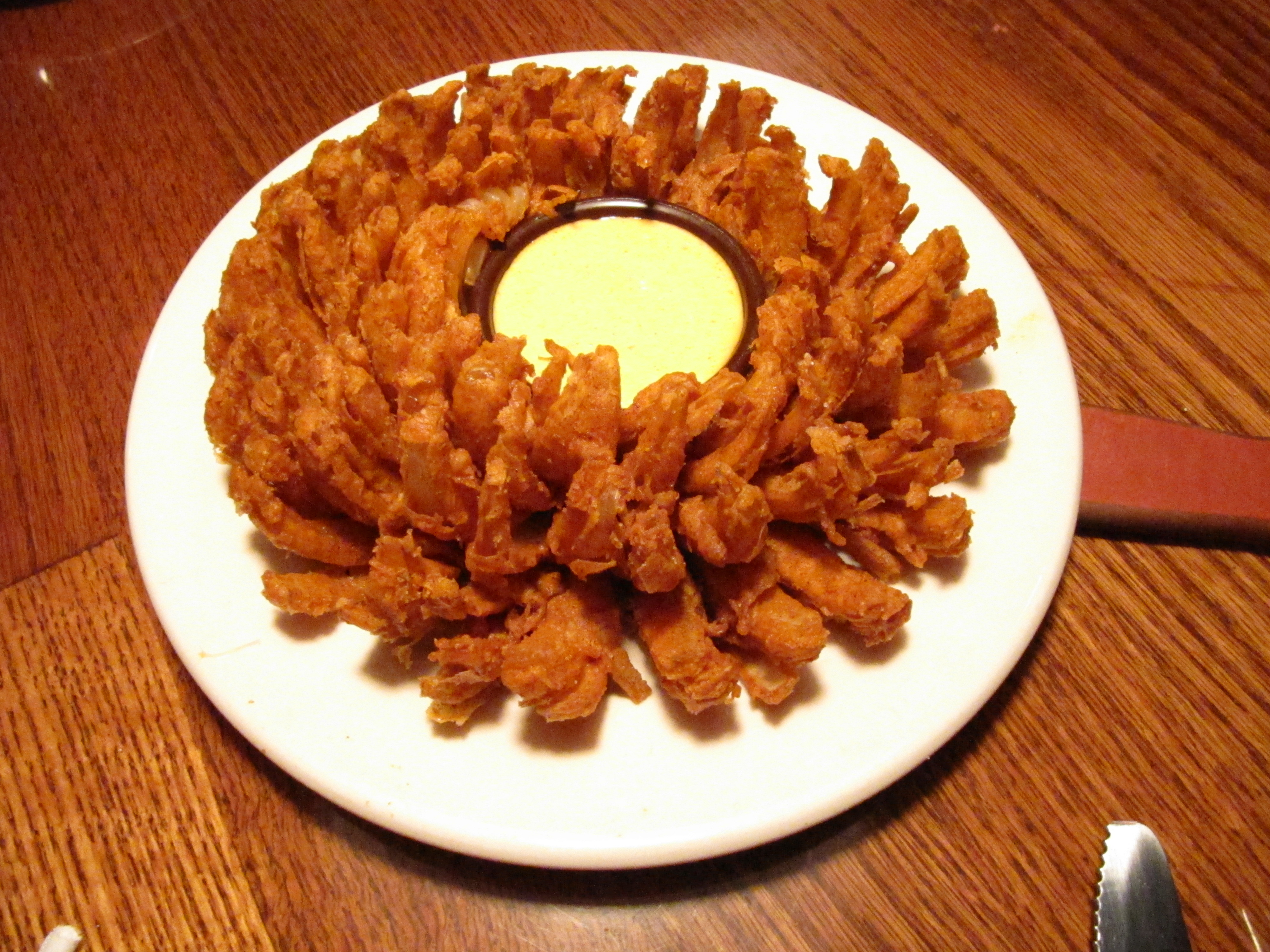
美式炸洋葱花
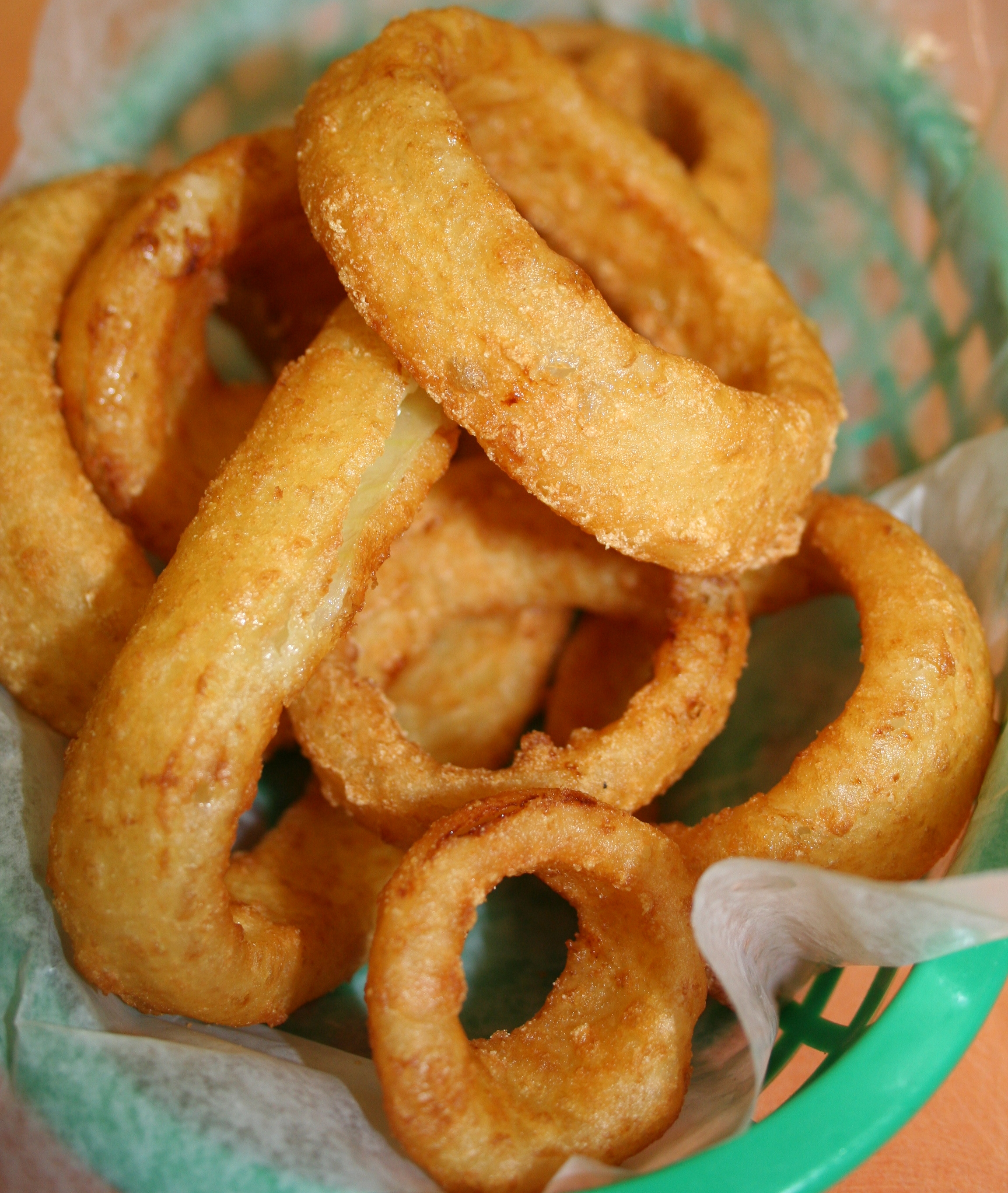
美式炸洋葱圈
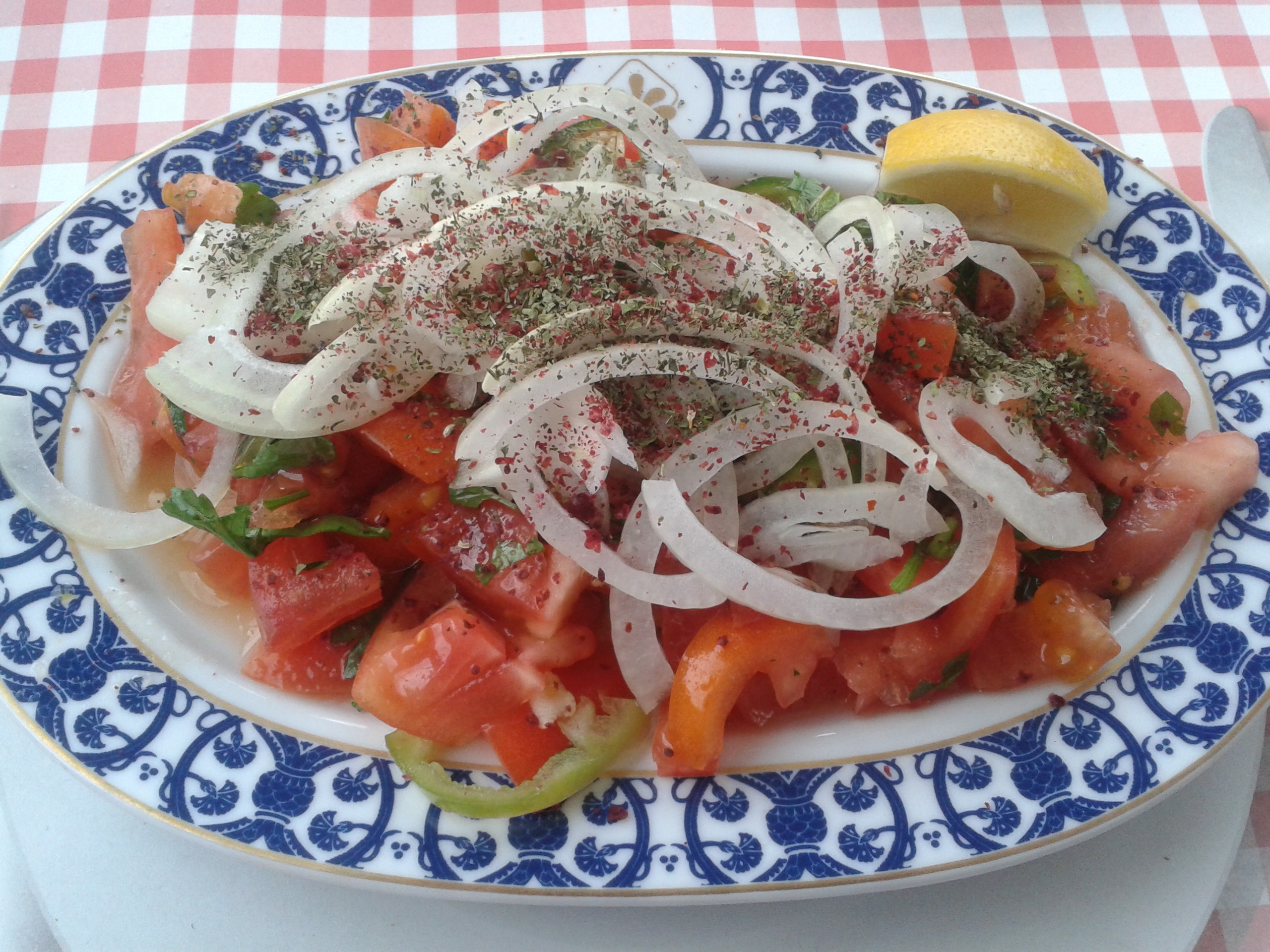
土耳其式洋葱番茄沙拉
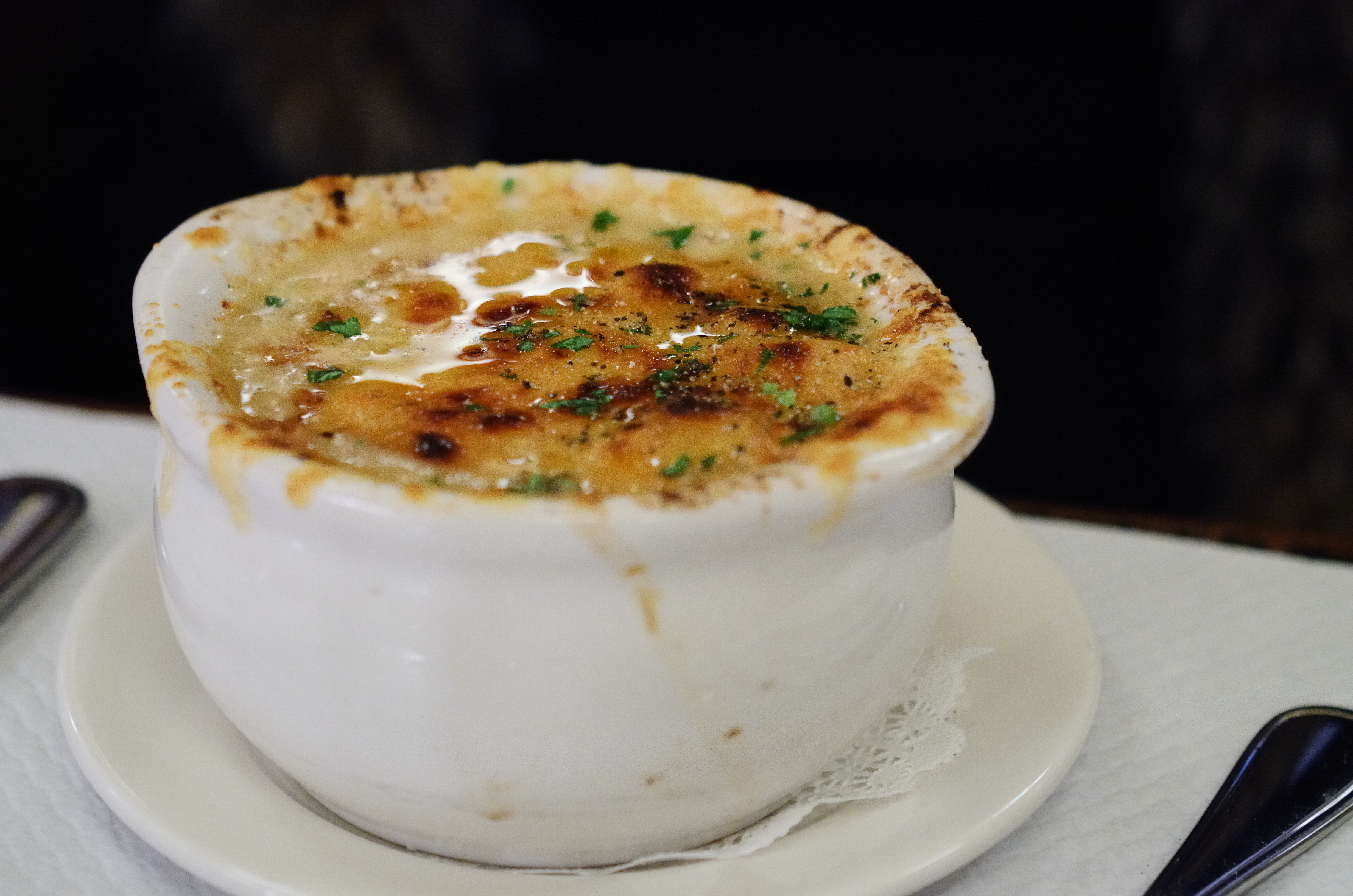
法式洋葱汤
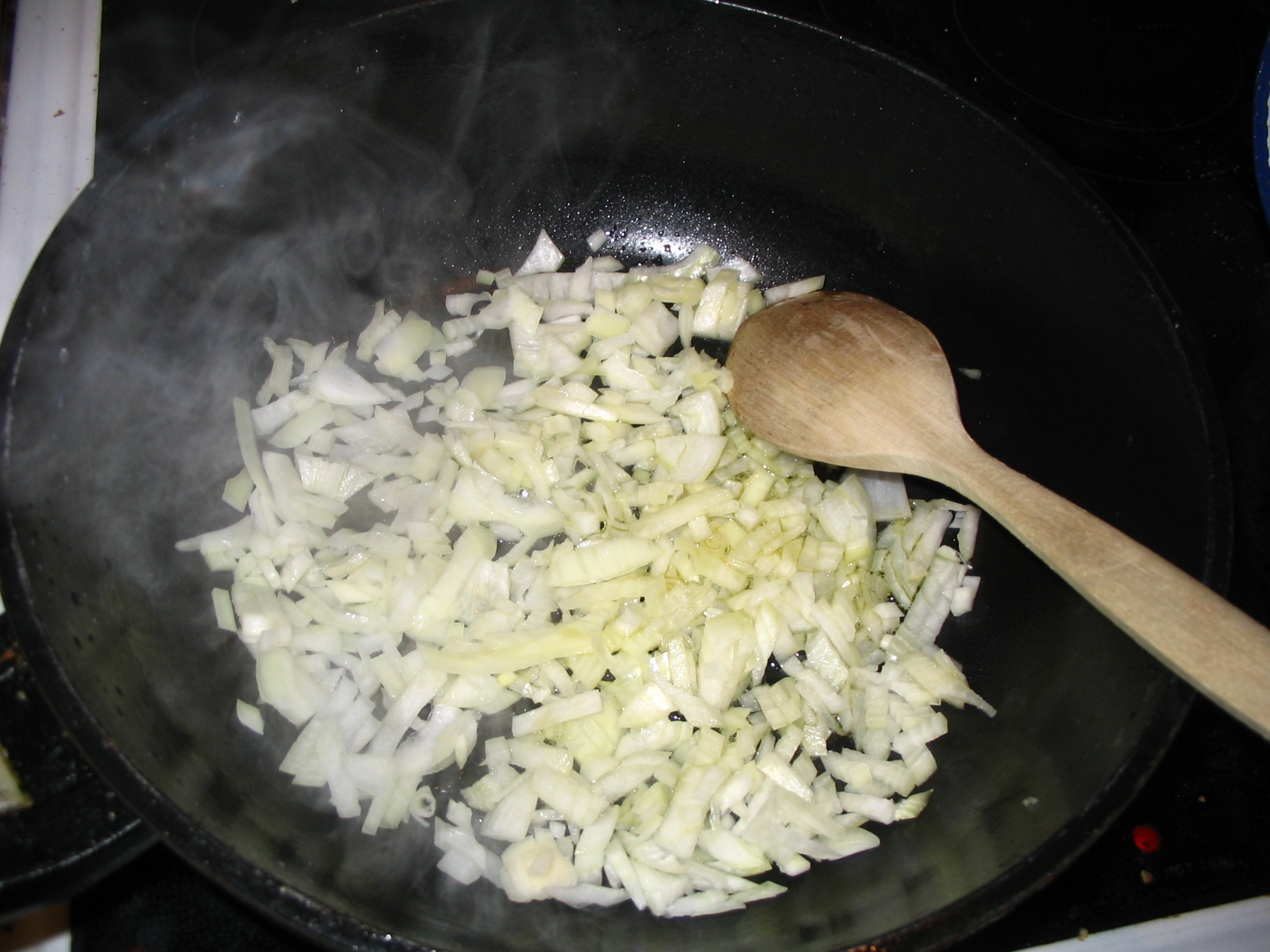
炒洋葱

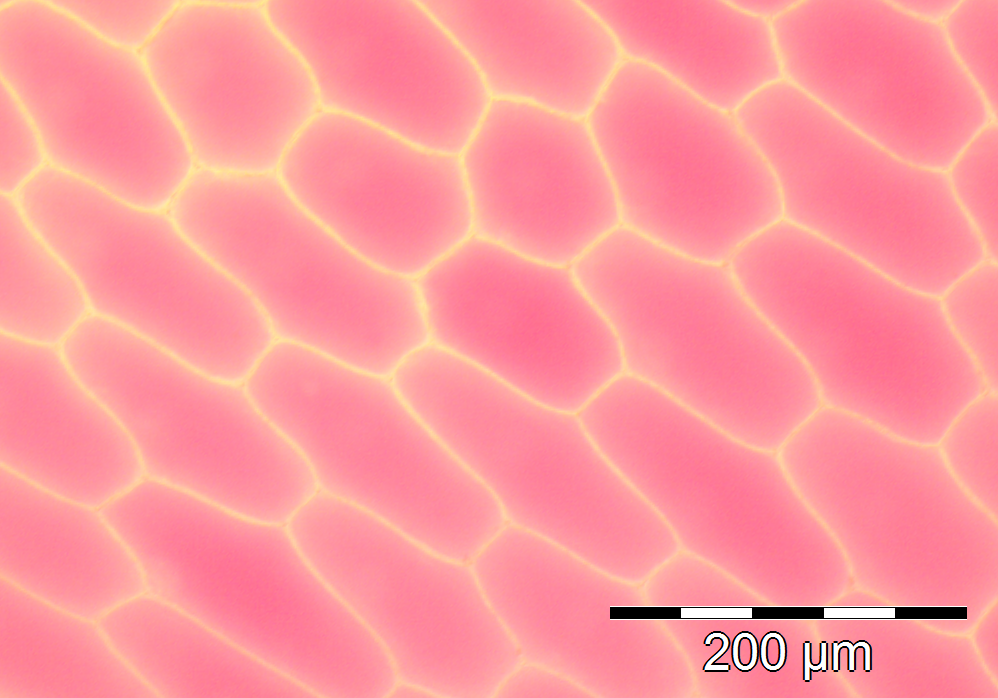
显微镜下的洋葱表皮细胞

另外，洋葱头也含有丰富的蛋白质，水溶性维生素以及钙铁等矿物质之外，还含有部分植物活性营养物质，对糖尿病、骨质疏松、肥胖症等具有改善作用。
洋蔥也在生物實驗課或生物課本中出现，因為洋蔥获取方便，其细胞较大，易于在光学显微镜下观察，並且不具有葉綠體，常用于教学，和一般植物的葉細胞當做比較。

## 营养价值
- 因为洋葱鳞茎和叶子含有一种称为硫化丙烯（二烯丙基二硫）的油脂性挥发物，具有辛简辣味，这种物质能抗寒，抵御流感病毒，有较强的杀菌作用。
- 洋葱营养丰富，且气味辛辣。能刺激胃、肠及消化腺分泌，增进食欲，促进消化，且洋葱脂肪含量極低，其精油中含有可降低胆固醇的含硫化合物的混合物，可用于治疗消化不良、食欲不振、食积内停等症；
- 洋葱是目前所知唯一含前列腺素A的。前列腺素A能扩张血管、降低血液黏度，因而会产生降血压、能减少外周血管和增加冠状动脉的血流量，预防血栓形成作用。对抗人体内儿茶酚胺等升压物质的作用，又能促进钠盐的排泄，从而使血压下降，经常食用对高血压，高血脂和心脑血管病人都有保健作用；
- 洋葱有一定的提神作用，它能帮助细胞更好地利用葡萄糖，同时降低血糖，供给脑细胞热能，是糖尿病、神志萎顿患者的食疗佳蔬；
- 洋葱中含有一种名炎“栎皮黄素”9的物质，这是目前所知最有效的天然抗癌物质之一，它能阻止体内的生物化学机制出现变异，控制癌细胞的生长，从而具有防癌抗癌作用；
- 洋葱所含的微量元素硒是一种很强的抗氧化剂，能消除体内的自由基，增强细胞的活力和代谢能力，具有防癌抗衰老的功效；
- 洋葱中还含有一定的钙质，近年来，瑞士科学家发现常吃洋葱能提高骨密度，有助于防治骨质疏松症；
- 洋葱中含有植物杀菌素如大蒜素等，因而有很强的杀菌能力。嚼生洋葱可以预防感冒。

## 寵物禁忌食材
對貓狗而言，食用含有洋蔥的食物，可能會引起嚴重的併發症，導致貓狗體內的紅血球細胞極速氧化，甚至死亡。

## 栽培
洋葱最宜种植于肥沃、排水良好的土壤中。沙壤土因含硫量低而非常适合，而黏土通常含硫量较高，容易长出辛辣味浓的鳞茎。洋葱对土壤中的养分需求较高。磷在大部分农业用土中通常含量充足，但低温环境会让植株对磷的吸收变差，因此有时需在种植前施水溶性磷肥。氮肥和钾肥可以在生长季节定期施用，氮肥的施用应在收获前至少四周停止。 
洋葱的鳞茎发育对每天的日照时长十分敏感；只有当日照时间超过某个最低阈值时，鳞茎才会开始形成、生长。大多数欧洲传统栽培的洋葱多属于“长日照”品种，只有每天日照达到14小时或更久后才会结出鳞茎。南欧和北非品种通常被称为“中日照”类型，只需12-13小时的日照即可刺激球茎形成。近代培育出的一种“短日照”洋葱，只需要11到12小时的日照就能刺激鳞茎形成，在冬季较温和的地区的秋季种下，早春既可形成鳞茎。洋葱喜较凉爽的气候，高温或其他胁迫会导致它们“抽薹”，即容易过早生长花茎，影响鳞茎品质。 
洋葱可以由种子或以形成的较小鳞茎（称“小种球”）培育。洋葱种子寿命较短，新鲜种子播种在浅行或“条播”中会更容易发芽，每个条播的间距宜为30到45厘米。在适宜的气候条件下，一些品种可以在夏末和秋季播种，在地里越冬，并在第二年产出早熟作物。
在洋葱生长季节的日常养护中，需要保持田垄行间无杂草竞争，尤其是在植株尚幼小时。洋葱的根系较浅，一旦成活便对水分需求不高。鳞茎的膨大通常发生在12到18周后。若需储存鳞茎较长时间，应在叶片自然枯萎后再采收。在干燥天气下，鳞茎可在土壤表面晾晒几天，然后装入网袋中、编成串，或平铺在浅箱中分层储存，并置于阴凉、通风良好的地方，避免腐烂。

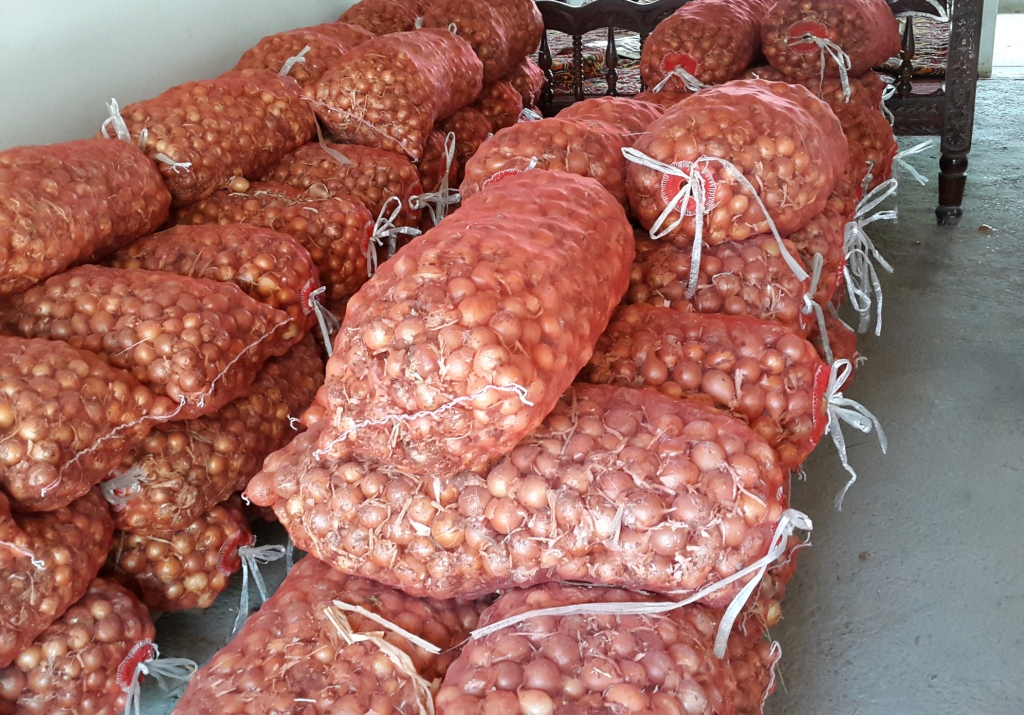
用于结种的待植洋葱球茎
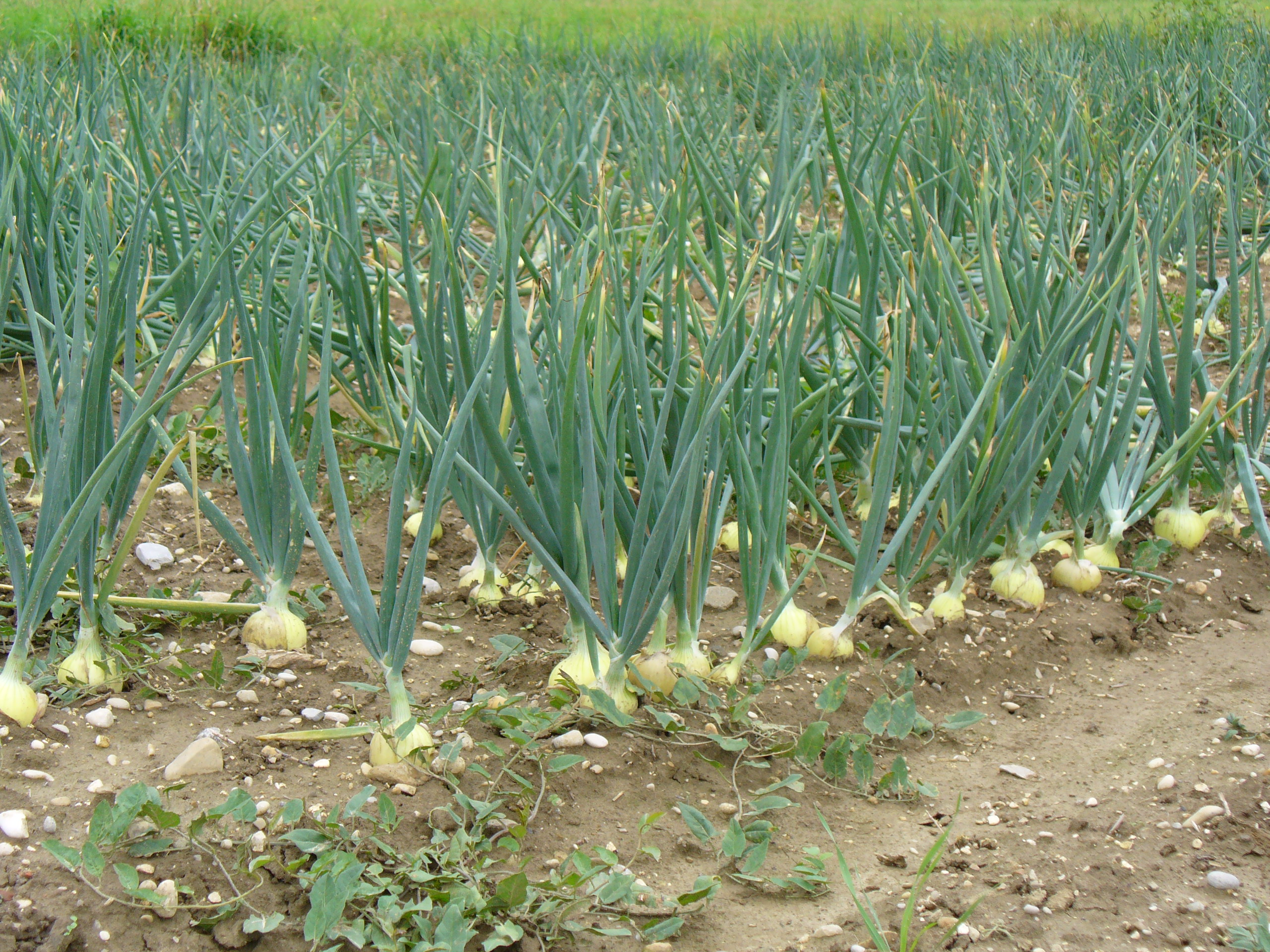
规模化洋葱种植